# Triumphant Australian Tour

 Triumphant Tour  foi a oitava turnê da cantora e compositora americana Mariah Carey que ocorreu em três datas em janeiro de 2013 na Austrália. A turnê passou por Gold Coast, Sydney e Melbourne.

## Início
Em novembro de 2012, Mariah Carey anunciou que após 15 anos iria retornar para a Austrália para realizar uma mini tour chamada "Triumphant Australian Tour" composta por apenas duas datas. porém com os ingressos esgotando de forma rápida, Mariah decidiu adicionar uma terceira data para 5 de janeiro do mesmo ano. 
Após comemorar o natal em Aspen, Mariah, Nick Cannon e os gemêos, Morroccan e Monroe desembarcaram na Austrália no dia 29 de dezembro para o ano novo e para se preparar para o primeiro show que aconteceu no primeiro dia de 2013. Assim que Mariah chegou ao país postou no twitter " Bom dia Gold Coast. Estou muito emocionada em voltar para a Austrália, mal posso esperar para vê-los nos shows". 

## Set List
1. Can't Take That Away (Mariah's Theme) (Triumphant Revival Radio Edit)
2. Touch My Body
3. Shake It Off
4. My All
5. Always Be My Baby
6. I'll Be There  (com Trey Lorenz)
7. Rock With You (Trey Lorenz)
8. Let's Go Crazy  (Trey Lorenz)
9. Obsessed
10. Don't Forget About Us
11. Close My Eyes
12. Hero
13. We Belong Together
14. All I Want for Christmas Is You
15. Auld Lang Syne[4]

Notas
- Em Sydney, no segundo concerto, Mariah acrescentou as canções Emotions, Can't Let Go, Love Takes Time e It's Like That retirando as canções All I Want for Christmas Is You e Auld Lang Syne.[5]

- Para o terceiro e último concerto, em Melbourne, Mariah decidiu acrescentar a canção Fly Like a Bird, retirando as canções Obsessed, Can't Let Go, Love Takes Time e Don't Forget About Us. [6]

## Recepção e Crítica
Após passar mais de 15 anos sem realizar um show na Austrália, os fãs de Mariah ficaram extremamente felizes com o retorno da cantora americana para o país. A vinda da cantora aconteceria apenas em duas datas, 1 e 3 de janeiro, assim que os ingressos foram disponibilizados para compra em novembro de 2012, eles foram esgotados em apenas 4 minutos, com a grande procura pelos fãs, Mariah decidiu adicionar mais uma data a mini-turnê em 5 de janeiro de 2013.
O jornal, The Sydney Morning Herald, publicou que Mariah brilhou em sua primeira apresentação e que não desapontou os milhares de fãs que assistiram ao concerto.

## Datas
| Data                  | Cidade     | País      | Local                        |
| --------------------- | ---------- | --------- | ---------------------------- |
| 01 de Janeiro de 2013 | Gold Coast | Austrália | Gold Coast Convention Centre |
| 03 de Janeiro de 2013 | Sydney     | Austrália | Allphones Arena              |
| 05 de Janeiro de 2013 | Melbourne  | Austrália | Etihad Stadium               |

1. ↑  «Mariah Carey's Australian tour coming in November, her first since 1998». NewsComAu (em inglês). 17 de setembro de 2014. Consultado em 14 de junho de 2020
2. ↑  Amanda Faia (15 de novembro de 2012). «Mariah Carey anuncia dois shows na Austrália nos primeiros dias de 2013». POPline. Consultado em 14 de junho de 2020
3. ↑  «Mariah announces she's excited to be back in Australia». www.mcarchives.com. Consultado em 14 de junho de 2020
4. ↑  «Mariah Carey Setlist at Gold Coast Convention Centre, Gold Coast». setlist.fm (em inglês). Consultado em 14 de junho de 2020
5. ↑  «Mariah Carey Setlist at Allphones Arena, Sydney». setlist.fm (em inglês). Consultado em 14 de junho de 2020
6. ↑  «Mariah Carey Setlist at Etihad Stadium, Melbourne». setlist.fm (em inglês). Consultado em 14 de junho de 2020
7. ↑  Amanda Faia (22 de novembro de 2012). «Ingressos para shows de Mariah Carey na Austrália se esgotam em menos de 5 minutos». POPline. Consultado em 14 de junho de 2020
8. ↑  Casamento, Jo (1 de janeiro de 2013). «Mariah shines on the Gold Coast». The Sydney Morning Herald (em inglês). Consultado em 14 de junho de 2020
9. ↑  «Mariah Carey - Gold Coast Australia». www.goldcoastaustralia.com. Consultado em 14 de junho de 2020
10. ↑  «MARIAH CAREY SET TO BRING SOME FESTIVE CHEER TO ALLPHONES ARENA!». web.archive.org. 20 de dezembro de 2016. Consultado em 14 de junho de 2020. Cópia arquivada em 20 de dezembro de 2016
11. ↑  Cashmere, Tim (6 de janeiro de 2013). «REVIEW: Mariah Carey, Etihad Stadium, Melbourne – 5 Jan, 2013». Noise11.com (em inglês). Consultado em 14 de junho de 2020